# Сасениј Веки (Бузау)
Сасениј Веки (рум. Săsenii Vechi) насеље је у Румунији у округу Бузау у општини Вернешти. Oпштина се налази на надморској висини од 143 m.

## Становништво
Према подацима из 2002. године у насељу је живело 179 становника, од којих су сви румунске националности.